# Claude Vellefaux
Claude Vellefaux est un architecte français, qui a notamment fait construire en 1611 l'hôpital Saint-Louis à la demande de Henri IV.

## Biographie
Claude Vellefaux   était qualifié de maître maçon en 1585, juré du roi es-œuvres de maçonnerie et voyer de monsieur le prince de Conti, en 1611, grand voyer de Saint-Germain-des-Prés, juré maçon contrôleur des bâtiments de l'Hôtel-Dieu, en 1625. 
Il a épousé avant 1610 Laurence Hébert, fille d'un marchand vivant à Saint-Germain-des-Prés et eut trois filles: l'une, Laurence épousa un médecin du roi, Valentin Hieraulme et l'autre, Anne, s'unit à Gilles Sanglier, écuyer, seigneur de la Noblaye en Touraine. La troisième, Étienne Vellefaux, s'est mariée avec l'architecte Christophe Gamard qui a succédé à son beau-père comme voyer de l'abbaye Saint-Germain-des-Prés. 
Il contribua aussi à de nombreux travaux en l'Hôtel de Ville de Paris. 
Il a surtout travaillé dans l'environnement de l'abbaye Saint-Germain-des-Prés, mais aussi sur des bâtiments de l'Hôtel-Dieu, entre 1605 et 1625. Avec François Quesnel il a dressé le plan du nouveau quartier du Luxembourg, en 1615.
Il est le premier constructeur de l'hôpital Saint-Louis, sur les plans de Claude Chastillon et de François Quesnel, en 1607. 
Il a probablement construit la maison qu'il a habité au no 15 rue de Buci.
Il fit construire puis habita un immeuble de la rue de Seine à Paris. Il fit son testament en 1625 et mourut probablement en janvier 1629 puisque le notaire Saint Vaast fit son inventaire  le 7 février 1629. 
Il a donné son nom à une rue du 10e arrondissement de Paris jouxtant cet hôpital, la rue Claude-Vellefaux, devenue par la suite l’avenue Claude-Vellefaux.